# Стадион Гонзало Позо Рипалда
Стадион Гонзало Позо Рипалда (шп. Estadio Gonzalo Pozo Ripalda), је вишенаменски стадион у јужном Киту, Еквадор. Углавном се користи за фудбалске утакмице и домаћи је стадион Аукаса. Стадион прима 18.799 гледалаца и изграђен је 1987. године, а отворен 1994. године.
Британски хеви метал бенд Ајрон Мејден наступио је на стадиону у оквиру своје светске турнеје „Самвере Ббк ин Тајм” 10. марта 2009. године

## Подаци и историја
Фудбалски стадион се налази на авенији Румичака и улици Мороморо, у сектору Чилогало, јужно од града Кита на 2.867 метара надморске висине. Власништво је Сосиједад Депортива Аукаса, тима из еквадорске фудбалске серије А, и изграђен је са спортским аспектом и сврхом да наведени клуб игра на њему као као домаћем терену. Био је то први стадион изграђен а да припада фудбалском клубу у граду Кито. Своје име је добио у част једног од својих најзначајнијих играча, Гонзала Позо Рипалде. Од 25. марта 2018, након спајања Сосиједад Депортива Аукас и Банко дел Пасифико, стадион се комерцијално зове Банко дел Пацифико Гонзало Позо Рипалда стадион. Нису откривени никакви даљи детаљи поменутог савеза, као што су трајање или исплата коју је Аукас примио.